# Троицкая церковь (Санкт-Петербург, Смоленское кладбище)
Церковь Святой Троицы на Смоленском кладбище (Троицкая церковь) — утраченный православный храм в Санкт-Петербурге. Находился на Смоленском православном кладбище на Васильевском острове.

## История
В 1829 году «один усердный сын церкви» задумал построить каменный храм во имя Святой Животворящей Троицы с малым приделом на хорах в честь святого Архистратига Михаила на месте ставшей непригодной для проведения служб после наводнения 1824 года деревянной церкви Архистратига Михаила на Смоленском православном кладбище. Одобряя это намерение, 28 августа 1829 года кладбищенский причт подал высокопреосвященному митрополиту Серафиму прошение на слом этой церкви, и организацию сбора пожертвований на постройку нового каменного храма. При прошении была приложена подписанная архитектором Василием Трофимовичем Кульченковым смета на сумму в 32 тыс. 999 рублей.
Строительство церкви по проекту архитектора Кульченкова и при помощи отставного прапорщика Сергея Алексеевича Лебедева «на иждивении неизвестных вкладчиков» начал протоиерей Иоаким Кочетов 25 сентября 1829 года. Строительство церкви закончили в 1831 году и приписали её к не имеющему прихода храму в честь Смоленской иконы Божией матери на Смоленском кладбище. В 1848 году здание церкви было отремонтировано.
В 1900 году напротив церкви построили часовню для панихид. В 1903 году здание церкви отремонтировали, однако из-за неравномерной осадки стены дали трещины, и в 1904 году храм полностью перестроили в русском стиле XVII века по проекту академика архитектуры Михаила Тимофеевича Преображенского и архитектора Ивана Ивановича Яковлева. В очерке начала XX века этот стиль назван византийским. Освящение обновлённого храма совершил 21 июня 1905 года епископ Нарвский Антонин. Перестройка стоила около 100 тыс. рублей.
С 1924 года и до закрытия находилась у обновленцев.
Церковь была закрыта советскими властями в феврале 1932 года, а летом того же года разобрана. Кирпич в количестве 70-80 тысяч штук, полученный в результате разборки здания храма, был использован для надстройки дома по Камской ул., д.14, чтобы покрыть дефицит жилплощади в Ленинграде.
В 2001 году на месте алтаря главного престола церкви возведен небольшой открытый монумент-часовня с памятной мемориальной доской, освященный в Троицу 2002 года.

## Описание церкви во второй половине XIX века
Троицкая церковь отличалась ампирными формами, имела строгие пропорции, с выпуклым куполом на невысоком барабане. Главный фасад церкви подчеркивал дорический портик.
Здание церкви было четырехугольное, в длину 19,2 м, в ширину 10,7 м, высотой 19,7 м (в саженях 9x5x9,25), каменное на цокольном фундаменте, имело два этажа. Купол был деревянный, с бронзовым позолоченным крестом. По сторонам вверху располагались четыре больших полукруглых окна, посередине было семь больших четырёхугольных окон, и внизу столько же небольших окон.
В церкви было три престола. Первым, 21 октября (20 ноября (?)) 1831 года, по резолюции митрополита Серафима был освящён центральный престол во имя Святой Живоначальной Троицы, а 13 февраля 1832 года освятили престол на втором этаже, на хорах, во имя Архистратига Михаила. На престол Михайловского придела был положен антиминс, освящённый ещё митрополитом Гавриилом, из прежней деревянной Михайловской церкви. В этот придел перенесли и убранство этой церкви. 21 февраля 1832 года был освящён престол во имя святых мучеников Сергия и Вакха, он располагался на первом этаже, под сводами.
Вход в Троицкий придел осуществлялся по широкой каменной лестнице с чугунной решёткой. На верхней площадке этой лестницы был оборудован остеклённый деревянный тамбур, играющий роль паперти. В этом приделе были три филенчатые двери со стёклами: одна из них вела на паперть, а две других — на балконы, оборудованные по сторонам. На одном из балконов был глухой деревянный тамбур. Полы дубовые, паркетные.
Вход в придел-усыпальницу во имя мучеников Сергия и Вакха находился под каменной лестницей. Его пол представлял собой мраморные доски и плиты над могилами погребённых. Позже этот придел был переделан на средства старосты А. А. Баринова и 7 октября 1892 года снова освящен.
Хоры были расположены на деревянных балках с глухими перилами. С внешней стороны перила украшены точёными балясинами с позолоченными элементами. Полы сделаны из крашеных досок. Попасть на хоры, где располагался престол во имя Архистратига Михаила, можно было по деревянной лестнице из Троицкого придела.
Михайловский придел после перестройки 1904 года перенесли в цокольный этаж, устроили усыпальницы, и соединили с приделом Сергия и Вакха. Освятили его 21 февраля 1905 года. Считается, что, несмотря на довольно неудачную перестройку, здание церкви всё-таки сохранило живописность за счёт наличия узорчатых деталей, и компактность силуэта, формирующегося крупными и малыми щедро декорированными объёмами. Роспись храма выполнил С. И. Садиков, образа написали А. Н. Новоскольцев и Ф. Р. Райлян.

### Убранство главного храма
Царские врата сделаны из дерева, резные, с продолговатым сиянием в виде креста и посередине с чашей. В царских вратах расположены шесть икон в серебряных позолочённых ризах и с такими же венцами. На иконах четыре Евангелиста, Божия Матерь и Архангел Гавриил. Над царскими вратами находится живописный образ Тайной вечери. По правую сторону от Царских врат находится образ Спасителя, написанный на доске, с серебряным позолоченным венцом. На Южных дверях изображён святой дьякон Лаврентий, а над ними — живописный образ Рождества Христова.
На правом клиросе установлен написанный на доске с тремя серебряными позолоченными венцами храмовый образ явления Святой Троицы Аврааму, при Мамврийском дубе. По левую сторону от Царских врат расположен написанный на доске с двумя позолоченными венцами образ Божией Матери. На Северных дверях изображён архидиакон Стефан. Над дверями живописный образ Рождества Иоанна Предтечи.
На левом клиросе находится написанный на доске образ сошествия Святого Духа, в виде огненных языков, на апостолов и прочих верующих. Внутренняя поверхность купола над Троицким приделом вверху украшена изображением Господа Саваофа, а по сторонам клеевой краской написаны события из Священной истории. Купол расписал художник Михаил Яковлевич Ширяев.
Все упомянутые иконы написаны малярных дел мастером Павловым, и, в смысле художественности, уступают изображениям на куполе. (По описанию С. Опатовича)

### Убранство Михайловского придела
Царские врата деревянные, украшены позолоченным сиянием Всевидящего Ока. На правой стороне врат расположено изображение Пресвятой Богородицы, на левой — Архангела Гавриила. На правой стороне от царских врат расположен образ Спасителя, написанный на дереве. В приделе находится написанный на дереве храмовый образ Архангела Михаила.
На левой стороне царских врат находится написанный на дереве образ Божией Матери. На северных дверях изображены Архангел Рафаил и благочестивый Товит. На южных дверях изображён пророк Даниил в логове львов (Дан. 6:16).
В приделе находится написанный на дереве образ крещения евнуха. Все перечисленные иконы являются работами академика живописи Боровиковского. (По описанию С. Опатовича)

### Убранство придела Сергия и Вакха
Царские врата резные деревянные, позолоченные. На них образа Пресвятой Богородицы, Архангела Гавриила и евангелистов Матфея, Луки, Марка и Иоанна. У всех евангелистов серебряные позолоченные венцы.
На правой стороне от царских врат написанный на холсте образ Спасителя с серебряным позолоченным венцом. На южных дверях находится написанный на холсте святой апостол Павел. На правом клиросе написанный на холсте храмовый образ святых мучеников Сергия и Вакха, у каждого серебряный позолоченный венец. По левую сторону от царских врат написанный на холсте образ Божией Матери с серебряным позолоченным венцом.
На северных дверях написанное на холсте изображение святого апостола Петра. В приделе находится написанный на холсте образ святых праведных Иоакима и Анны, у каждого серебряный позолоченный венец. (По описанию С. Опатовича)

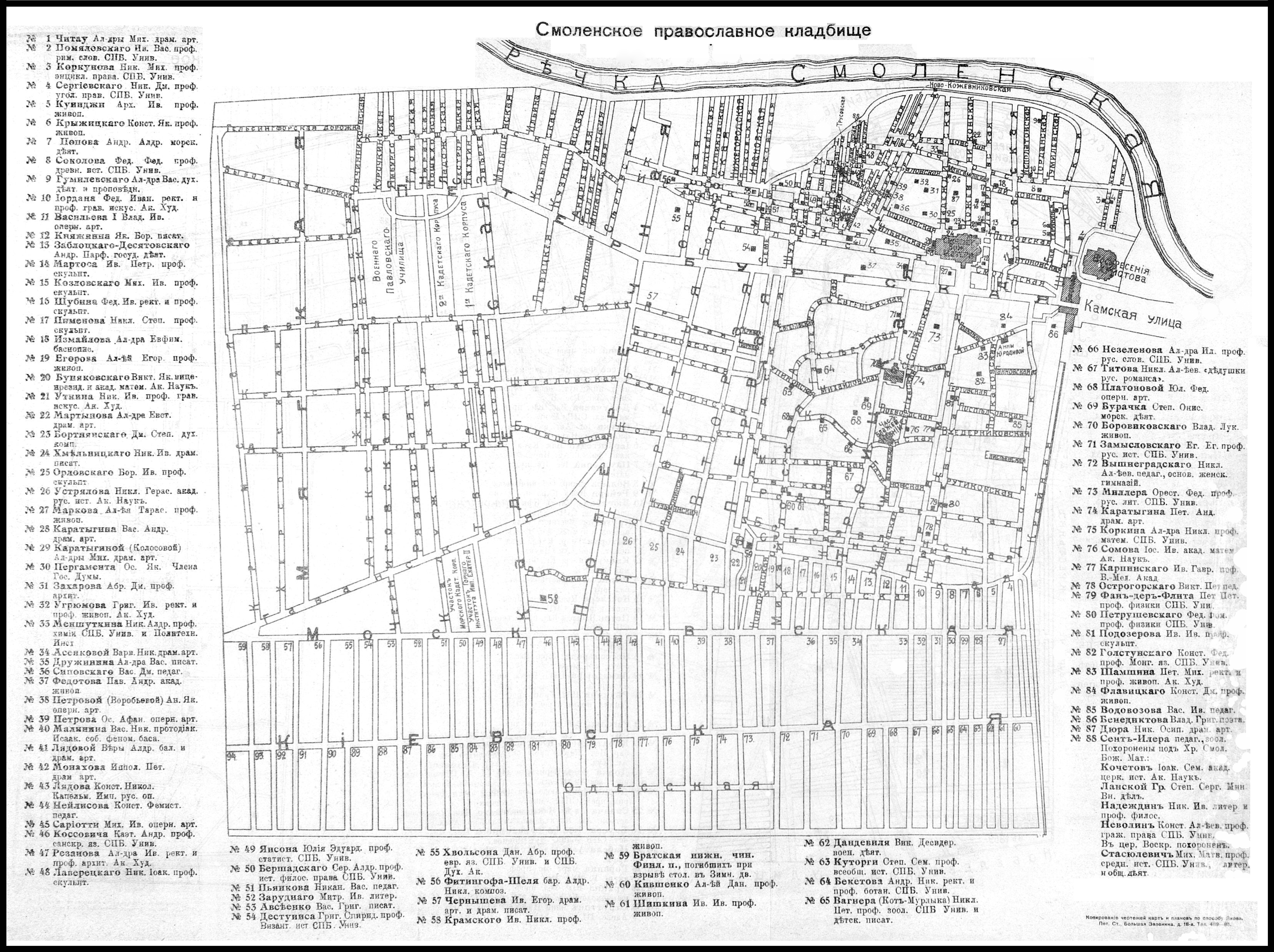
Троицкая церковь на плане кладбища 1914 года

## Погребённые в Троицкой церкви
Список составлен по работе В. И. Саитова.
- Арсеньева, Евдокия Емельяновна (супруга Н. В. Арсеньева), р. 18 февраля 1785, ск. 25 августа 1856.
- Арсеньев, Никита Васильевич, р. 11 января 1775, ск. 7 августа 1847. Герб.
- Ваценко, Иван Зиновьевич, сенатор, тайный советник и кавалер, ск. 12 июня 1846, на 59 г. Вдова: Елизавета Борисовна, ск. 1 января 1859, на 49 г. Герб.
- Вревская, Евфимия Никитична (дочь Н. В. Арсеньева), баронесса, ск. 12 февраля 1885.
- Вревский, Степан Александрович, барон, ск. 17 февраля 1838 (муж Е. Н. Вревской).
- Дрозд-Бонячевская, Анна Васильевна, урожд. Сухова, р. 16 июня 1814, ск. 13 ноября 1845, оставив неутешных мужа и трех малюток, на 12 году своего замужества.
- Кованько, Алексей Иванович, инженер-генерал-майор, р. 14 октября 1808, ск. 14 февраля 1870. Сыновья его: Александр, р. 2 февраля 1854, ск. 19 марта 1868; Михаил, р. 4 февраля 1851, ск. 12 декабря 1860. Дочь: Надежда, р. 19 апреля 1845, ск. 23 декабря 1846.
- Криницкий, Павел Васильевич, духовник, протопресвитер, ск. 6 декабря 1835, на 84 г. Жена: Феодосия Ивановна, ск. 28 января 1816, на 47 г.
- Лебедев, Сергей Алексеевич, отставной гвардии прапорщик, ск. 13 марта 1831, на 52 г. Вдова: Анна Дмитриевна, ск. 11 августа 1837, на 53 г.
- Панов, Семён Фёдорович, генерал-майор, ск. 17 октября 1844, на 87 г. Вдова: Феоктиста Андреевна, ск. 27 февраля 1853, на 63 г.
- Посников, Николай Иванович, чиновник 5-го класса, ск. 23 марта 1833, на 60 г.
- Сарычева, Мавра Афанасьевна, ск. 21 сентября 1812, на 68 г.
- Шмидт, Константин Конрадович, генерал-лейтенант, начальник 7-й армейской пехотной дивизии, р. 1835, ск. в Берлине 26 марта 1894 (внук Н. В. Арсеньева).
- Штарк, Семён Николаевич, поручик и кавалер, ск. 27 апреля 1834, на 28 г.
- Щербатов, Михаил Александрович, младший сын ротмистра Лейб-гвардии Гусарского полка, ск. 1 марта 1840, 2 л. 3 д.

## Современность
Ныне на месте алтаря главного престола Троицкой церкви находится построенная в 2002 году Троицкая часовня.